# Enceinte de Toul
Les fortifications de Toul font l'objet d'un classement au titre des monuments historiques depuis 1941, la porte de Metz étant inscrite depuis 1929.

## Vauban à Toul

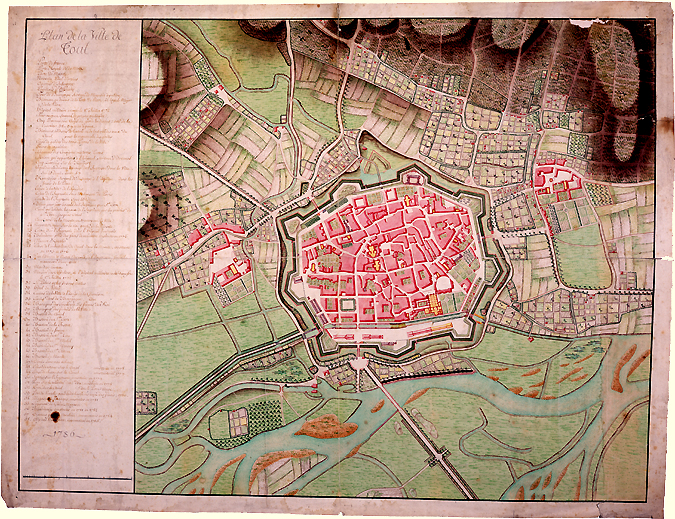
Plan de Toul et des fortifications en 1786.

En 1697, à la suite du traité de Ryswick, Toul trouve une nouvelle valeur stratégique. Les villes situées en rive droite du Rhin sont restituées par la France au Saint-Empire romain germanique et le duché de Lorraine est rendu à son duc. Tout le système défensif doit être repensé et devant l’impossibilité d’inclure Nancy au territoire français, le roi de France décide de donner à Toul le statut de place de troisième ligne.
Vauban conçoit en 1698 une enceinte neuve, percée de trois portes et développe la ville au sud-est. Les travaux débutent en 1699-1700 et on note qu’en 1712, les escarpes sont revêtues. Mais les fortifications ne seront jamais achevées, les contrescarpes et les demi-lunes seront ajournées pour des raisons budgétaires. Une demi-lune sera cependant construite en 1725 pour couvrir l’entrée de l’Ingressin.
Après la Révolution, le siège de 1814 souligne le manque d’entretien. Des travaux de confortement sont réalisés de 1822 à 1844 et de nouveaux dispositifs sont construits : deux casernes de siège en 1832 et 1842, dans les bastions 38 et 45. En 1846, le canal est intégré à l’appareil défensif et on construit un corps de garde le surmontant, la canonnière.
Les différents sièges de 1870, dont celui de Toul, confirment la fin des enceintes de ville et la puissance de l’artillerie nécessite la construction des défenses en avant du centre urbain.

## Système Séré de Rivières
Le traité de Francfort et l’annexion de l’Alsace-Moselle par les Allemands confèrent à Toul une situation stratégique de première importance, d’autant qu’il est impossible de fortifier Nancy. C’est le général Séré de Rivières qui dote la ville d’une nouvelle enceinte constituée de forts situés de 5 à 7 km de la ville. De 1874 à 1914, une infrastructure gigantesque, s’appuyant sur 16 ouvrages, fait de Toul l’une des plus grandes places fortes.
L’enceinte Vauban est cependant conservée comme l’enveloppe d’un noyau central et elle est même renforcée. De nouvelles casemates sont construites, les portes Moselle et de France sont élargies et reconstruites en 1882-1883. 
En 1886, la construction de la première caserne en extérieur de l’enceinte permet à la ville de se développer au-delà d’une enceinte l’ayant enserrée pendant deux siècles. Au sud-est le faubourg Saint-Evre s’étend et sera relié directement au centre par la porte Jeanne d’Arc, percée en 1901. 
Déclassées en 1922, les fortifications sont cependant conservées de par la présence de nombreux établissements militaires. Les fossés à l’est seront remblayés avec les gravats du bombardement de Toul de 1940. Après guerre, les dehors de la porte de Metz seront nivelés et une percée sera réalisée pour le passage de la route nationale 4 entre les portes Moselle et de France.

Enceinte de Toul
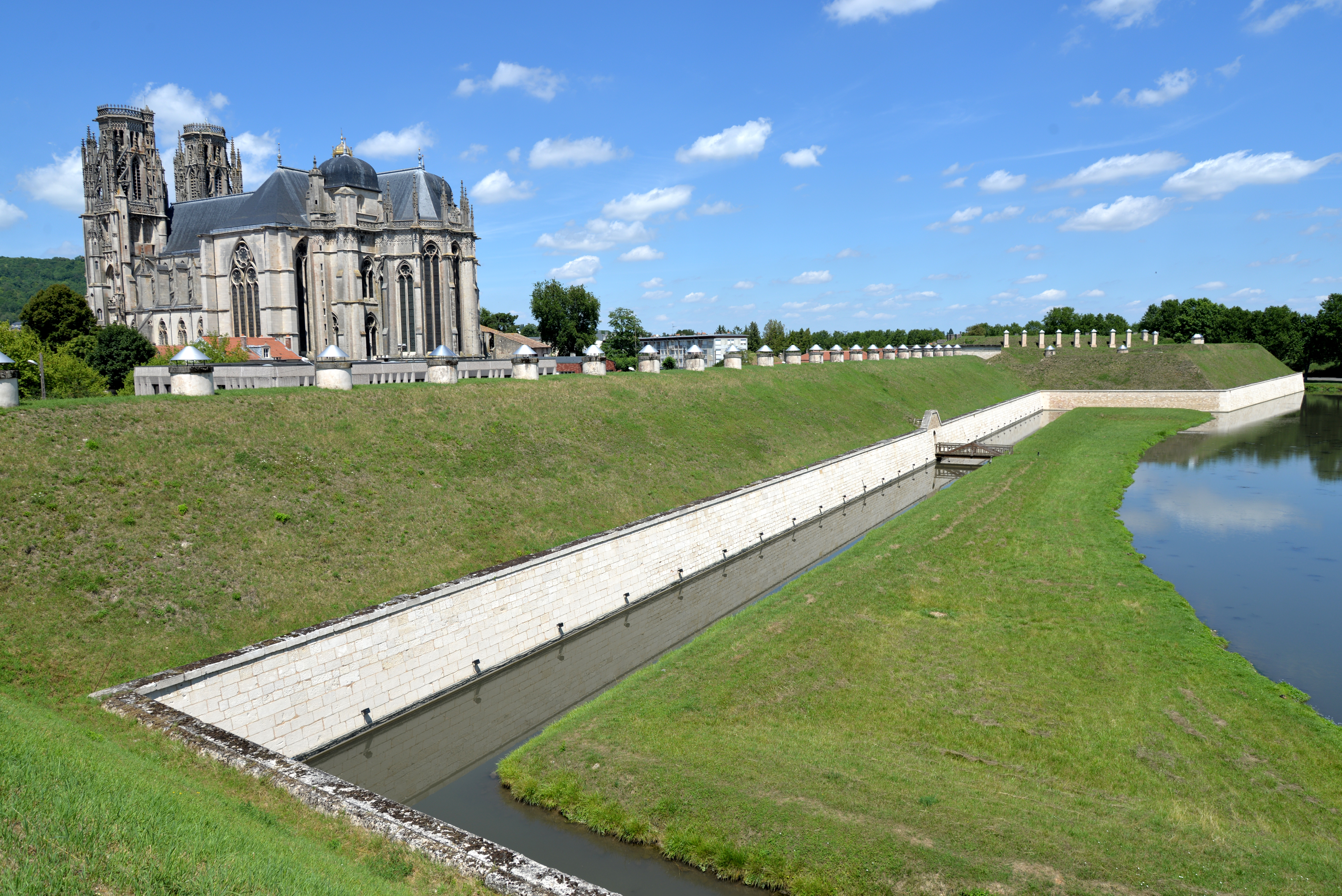
Cathédrale Saint-Étienne.
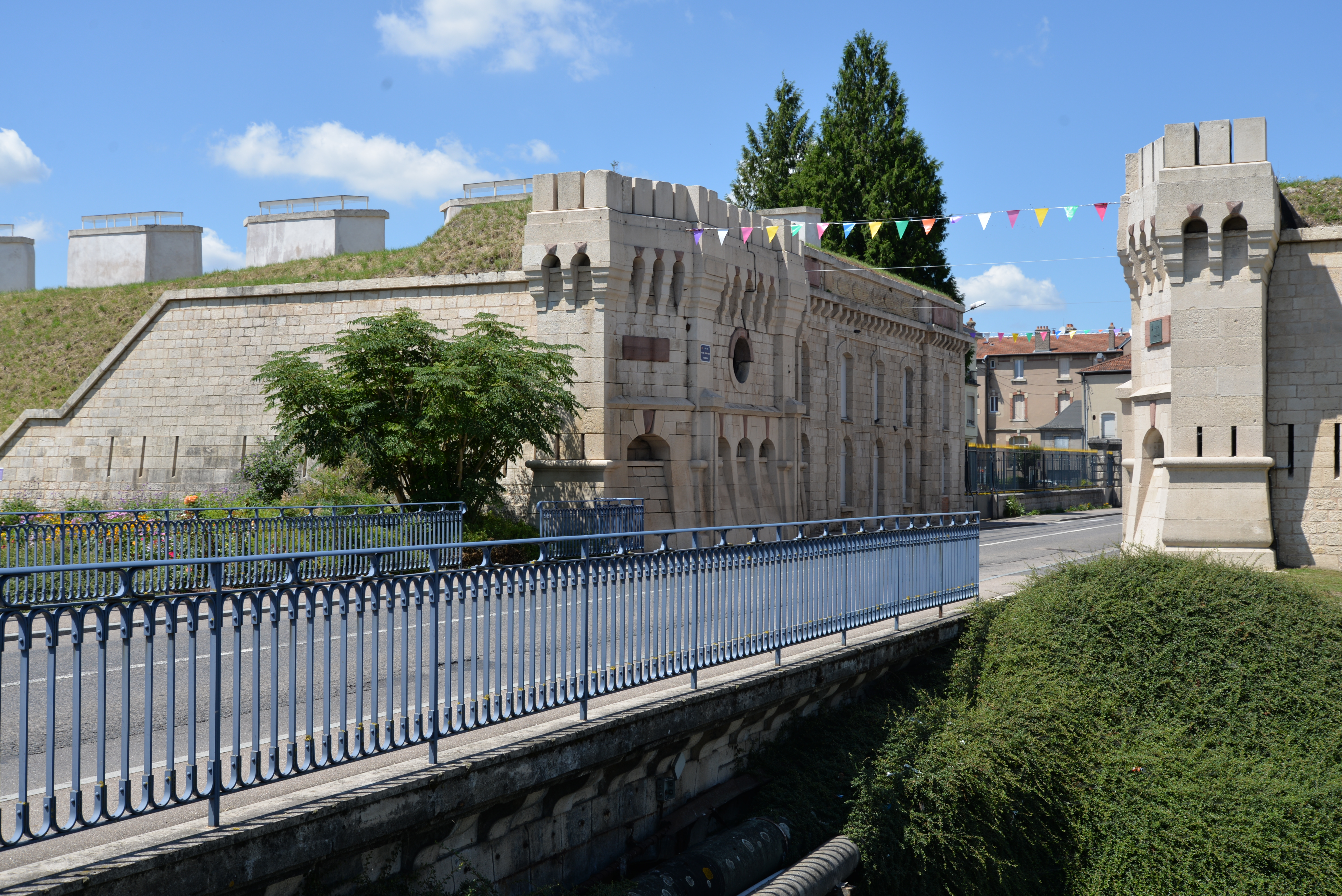
Porte Moselle.
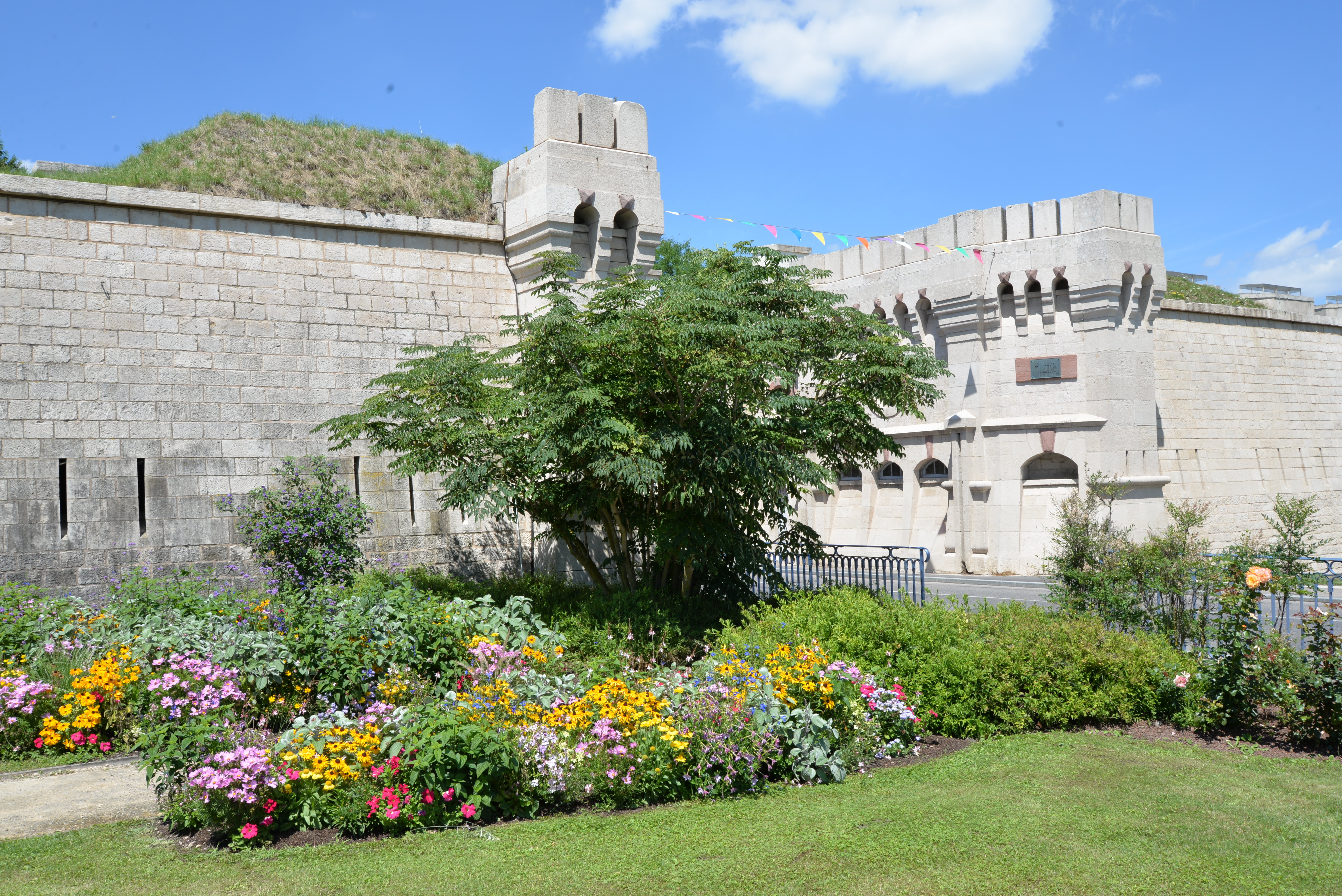
Porte Moselle.